# Oisy, Aisne

Oisy este o comună în departamentul Aisne din nordul Franței. În 1 ianuarie 2022 avea o populație de 459 de locuitori.